# Vimalamitra
Vimalamitra (Drime Shenyen; tibétain དྲི་མེད་བཤེས་གཉེན་, Wylie : dri-med bshes-gnyen, pinyin tibétain : Chimê Xê'nyên, dialecte de Lhassa API : ʈʂʰìmeʔ ɕèɲẽ) est un maître indien du Dzogchen du VIIIe siècle. Il est né en Inde occidentale et devint moine très jeune.
Il reçut de Sri Singha (en) en Chine et de Jnanasutra (en) en Inde des enseignements du Dzogchen Menngagde (en) du Vima Nyingthik. Il séjourna ensuite dans le royaume d'Oddiyana dans l'actuel district de Swat. Il fut ensuite appelé par le roi Trisong Detsen au Tibet où il travailla avec Padmasambhava et Vairotsana pour la diffusion du Dzogchen au Tibet.
Vimalamitra transmit à son disciple Nyak Jnanakumara l'ensemble du Vima Nyingthik.
Plusieurs très grands maîtres tibétains ont été reconnus comme des réincarnations de  Vimalamitra comme Jamyang Khyentsé Wangpo (1820-1892) l'un des initiateurs du mouvement rimé.